# آنتون اوتولاکوفسکی
آنتون اوتولاکوفسکی (انگلیسی: Anton Otulakowski؛ زادهٔ ۲۹ ژانویهٔ ۱۹۵۶) بازیکن فوتبال اهل بریتانیا است.
از باشگاه‌هایی که در آن بازی کرده‌است می‌توان به باشگاه فوتبال کریستال پالاس، باشگاه فوتبال بارنزلی، باشگاه فوتبال ساوتند یونایتد، باشگاه فوتبال اوست تاون، باشگاه فوتبال میلوال، باشگاه فوتبال وستهام یونایتد، و باشگاه فوتبال هاستینگز یونایتد اشاره کرد.